# Gaël Clichy
Gaël Clichy (pronunție în franceză [ɡa.ɛl kli.ʃi] ; n. 26 iulie 1985) este un fotbalist francez retras din activitate care a evoluat pe postul de fundaș lateral la echipe precum Arsenal, Manchester City sau İstanbul Bașakșehir. A fost internațional cu echipa națională de fotbal a Franței în anii 2008-2013.

## Statistici carieră

### Club
La 5 octombrie 2013..
| Club            | Sezon         | Campionat | Campionat | Campionat | Cupă    | Cupă   | Cupă     | Europa  | Europa | Europa   | Total   | Total  | Total    |
| Club            | Sezon         | Meciuri   | Goluri    | Asisturi  | Meciuri | Goluri | Asisturi | Meciuri | Goluri | Asisturi | Meciuri | Goluri | Asisturi |
| --------------- | ------------- | --------- | --------- | --------- | ------- | ------ | -------- | ------- | ------ | -------- | ------- | ------ | -------- |
| Cannes          | 2002–03       | 15        | 0         | 2         | 0       | 0      | 0        | 0       | 0      | 0        | 15      | 0      | 2        |
| Total           | Total         | 15        | 0         | 2         | 0       | 0      | 0        | 0       | 0      | 0        | 15      | 0      | 2        |
| Arsenal         | 2003–04       | 12        | 0         | 0         | 9       | 0      | 0        | 1       | 0      | 0        | 22      | 0      | 0        |
| Arsenal         | 2004–05       | 15        | 0         | 0         | 7       | 0      | 0        | 2       | 0      | 0        | 24      | 0      | 0        |
| Arsenal         | 2005–06       | 7         | 0         | 0         | 0       | 0      | 0        | 4       | 0      | 0        | 11      | 0      | 0        |
| Arsenal         | 2006–07       | 27        | 0         | 1         | 7       | 0      | 0        | 6       | 0      | 0        | 40      | 0      | 1        |
| Arsenal         | 2007–08       | 38        | 0         | 6         | 1       | 0      | 0        | 10      | 0      | 0        | 49      | 0      | 6        |
| Arsenal         | 2008–09       | 31        | 1         | 0         | 0       | 0      | 0        | 10      | 0      | 0        | 41      | 1      | 0        |
| Arsenal         | 2009–10       | 24        | 0         | 1         | 0       | 0      | 0        | 9       | 0      | 0        | 33      | 0      | 1        |
| Arsenal         | 2010–11       | 33        | 0         | 1         | 5       | 1      | 0        | 6       | 0      | 1        | 44      | 1      | 2        |
| Total           | Total         | 187       | 1         | 9         | 29      | 1      | 0        | 48      | 0      | 1        | 264     | 2      | 10       |
| Manchester City | 2011–12       | 28        | 0         | 3         | 1       | 0      | 0        | 8       | 0      | 0        | 37      | 0      | 3        |
| Manchester City | 2012–13       | 28        | 0         | 2         | 5       | 0      | 0        | 4       | 0      | 0        | 37      | 0      | 2        |
| Manchester City | 2013–14       | 12        | 0         | 0         | 1       | 0      | 0        | 3       | 0      | 0        | 12      | 0      | 0        |
| Total           | Total         | 68        | 0         | 5         | 7       | 0      | 0        | 15      | 0      | 0        | 86      | 0      | 5        |
| Total carieră   | Total carieră | 266       | 1         | 16        | 36      | 1      | 0        | 63      | 0      | 1        | 363     | 2      | 17       |

### International
La 22 March 2013..
| Echipă națională | Sezon   | Meciuri | Goluri | Asisturi |
| ---------------- | ------- | ------- | ------ | -------- |
| Franța           | 2008–09 | 3       | 0      | 0        |
| Franța           | 2009–10 | 2       | 0      | 0        |
| Franța           | 2010–11 | 5       | 0      | 1        |
| Franța           | 2011–12 | 5       | 0      | 0        |
| Franța           | 2012–13 | 2       | 0      | 0        |
| Total            | Total   | 17      | 0      | 1        |

## Palmares

### Club
Arsenal
- Premier League: 2003–04
- FA Cup: 2005
- FA Community Shield: 2004

Manchester City
- Premier League: 2011–12
- FA Community Shield: 2012

### Internațional
France
- Toulon Tournament: 2004

### Individual
- PFA Team of the Year: 2007–08